# Erepsia inclaudens
Erepsia inclaudens är en isörtsväxtart som först beskrevs av Adrian Hardy Haworth, och fick sitt nu gällande namn av Schwant. Erepsia inclaudens ingår i släktet Erepsia och familjen isörtsväxter. Inga underarter finns listade i Catalogue of Life.